# Marknadsföringslagen
Marknadsföringslagen (2008:486), förkortat MFL, har enligt 1 § MFL till syfte att "främja konsumenternas och näringslivets intressen i samband med marknadsföring av produkter och att motverka marknadsföring som är otillbörlig mot konsumenter och näringsidkare". Det handlar, enkelt uttryckt, om det offentligas möjligheter att reglera reklam och säljåtgärder som bedöms vara tvivelaktiga. Den ersatte i juli 2008 den tidigare marknadsföringslagen (1995:450).

## Bakgrund
Lagen bygger på ett EU-direktiv som antagits 2005 om otillbörliga affärsmetoder (2005/29/EG). Direktivet är omfattande. Bland annat har man i bilaga 1 till direktivet upprättat en katalog, ofta kallad svarta listan, på 31 "affärsmetoder som under alla omständigheter är otillbörliga". I Sverige tillsattes 2005 års marknadsföringsutredning som slutförde sitt uppdrag genom att lägga fram SOU 2006:76.
Det konstaterades att direktivets genomförande skulle medföra så stora förändringar att det var nödvändigt att anta en ny marknadsföringslag, vilken antogs 2008.

## Om Marknadsföringslagen (2008:486)
Lagen består dels av tre generalklausuler, dels av den så kallade förbudskatalogen. De två första generalklausulerna anger att marknadsföring ska stämma överens med god marknadsföringssed och att information av särskild betydelse ska lämnas. Den tredje tar sikte på otjänliga produkter. I förbudskatalogen ges exempel på förfaranden som i och för sig omfattas av generalklausulerna, men som ansetts behöva uttryckliga förbud. Till dessa förfaranden räknas bland annat vilseledande, jämförande och obeställd reklam.

## Sanktioner
Sanktionerna gentemot näringsidkare som inte följer lagen är förbud eller åläggande, ofta i kombination med vite. Även så kallad  marknadsstörningsavgift kan utdömas. Marknadsdomstolen eller Stockholms tingsrätt är, beroende på målets art, behörig domstol.